# Елез Кочи
Елез Садик Кочи (на албански: Elez Sadik Koçi) е албански революционер и военен.

## Биография
Роден е в 1856 година в торбешкото село Големо Острени, Османската империя, днес Албания. Завършва основно училище в Дебър, а след това в 1876 година религиозно училище в Битоля. Не става ходжа, заради решението на Великия мюфтия на Дебър, тъй като не се е поставил в услуга на Османската империя. В 1908 година участва в Битолския конгрес, който установява албанската азбука. Участва и в голямото въстание в Дебърско в 1912 година. Арестуван е и е осъден на три години затвор. По-късно е освободен и участва като делегат на Събранието във Вльора, което приема Декларацията за независимост на 28 ноември 1912 г.
В 1915 година, когато България разгромява Сърбия и окупира Дебърско, Кочи оглавява въоръжена албанска съпротива. На 4 март 1916 година е заловен, измъчван и екзекутиран заедно с Казим Дука. Те са живи погребани край село Връбница.
Провъзгласен е за „Мъченик на отечеството“ от Изпълнителния комитет на окръг Дебър на 23 май 1978 година. Награден е с Ордена на свободата, ІІІ клас и е препоръчан на президента на Албания за награда с орден Скендербег. Училището в Големо Острени е кръстено „Елез Кочи“ в 1990 година.